# Washington Redskins 1978
La stagione 1978 dei Washington Redskins è stata la 47ª della franchigia nella National Football League e la 42ª a Washington. Sotto la direzione del capo-allenatore Jack Pardee la squadra ebbe un record di 8-8, classificandosi terza nella NFC East e mancando l'accesso ai playoff per il secondo anno consecutivo.

## Scelte nel Draft 1978
| Scelte dei Redskins nel Draft 1978 |        |                   |       |                  |
| Giro                               | Scelta | Giocatore         | Ruolo | College          |
| 6                                  | 159    | Tony Green        | RB    | Florida          |
| 8                                  | 202    | Walker Lee        | WR    | North Carolina   |
| 8                                  | 219    | Don Hover         | LB    | Washington State |
| 9                                  | 243    | John Hurley       | QB    | Santa Clara      |
| 10                                 | 270    | Scott Hertenstein | DE    | Azusa Pacific    |
| 11                                 | 297    | Mike Williams     | DB    | Texas A&M        |
| 12                                 | 324    | Steve McCabe      | G     | Bowdoin          |

## Roster
| Roster dei Washington Redskins nel 1978 |
| --- |
| Quarterback - 17 Billy Kilmer - 7 Joe Theismann Running Back - 38 Clarence Harmon - 25 Benny Malone - 44 John Riggins - 22 Mike Thomas Wide Receiver - 83 Ricky Thompson - 86 John McDaniel - 88 Danny Buggs Tight End - 84 Jean Fugett - 89 Reggie Haynes Offensive Linemen - 66 Ted Fritsch C - 68 Jim Harlan T - 75 Terry Hermeling T - 54 Bob Kuziel C - 62 Dan Nugent G - 64 Ron Saul G - 74 George Starke T - 73 Jeff Williams T Defensive Linemen - 80 Coy Bacon DE - 69 Perry Brooks DT - 65 Dave Butz DT - 82 Dallas Hickman DE - 71 Karl Lorch DE - 79 Ron McDole DE - 72 Diron Talbert DT Linebacker - 32 Mike Curtis RLB - 59 Brad Dusek LLB - 55 Chris Hanburger RLB - 58 Don Hover - 53 Harold McLinton MLB - 50 Pete Wysocki Defensive Back - 27 Ken Houston SS - 20 Joe Lavender - 24 Lemar Parrish CB - 13 Jake Scott FS - 45 Gerard Williams CB Special Team - 81 Terry Anderson PR - 4 Mike Bragg P - 34 Tony Green KR - 3 Mark Moseley K                             |
| Legenda - I rookie sono in corsivo. - Il primo ruolo è il principale mentre gli eventuali successivi indicano i ruoli secondari. - (IR) sta per Injured Reserve ed indica la lista ristretta per un solo giocatore infortunato che può tornare ad allenarsi dopo la settimana 6 e a rientrare in prima squadra dopo che questa ha giocato 8 partite. - (NF-Inj.) / (NF-Ill.) stanno rispettivamente per Non-Football Injured e Non-Football Illness ed indicano le liste dove viene inserito un giocatore che ha un infortunio o una malattia non dipendente dal football americano. - (PUP) sta per Physically Unable to Perform ed indica la lista dove viene inserito un giocatore mentre è in attesa di recuperare la condizione fisica. Nella stagione regolare dopo la sesta partita giocata dalla propria squadra, il giocatore ha tempo tre settimane per riprendere ad allenarsi, più tre settimane aggiuntive dal suo rientro agli allenamenti per rientrare in prima squadra. |

## Calendario
| Stagione regolare |              |                         |           |        |                               |          |         |
| Turno             | Data         | Avversario              | Risultato | Record | Stadio                        | Pubblico | Sintesi |
| 1                 | 3 settembre  | at New England Patriots | V 16–14   | 1–0    | Schaefer Stadium              | 55,037   | Recap   |
| 2                 | 10 settembre | Philadelphia Eagles     | V 35–30   | 2–0    | RFK Stadium                   | 54,380   | Recap   |
| 3                 | 17 settembre | at St. Louis Cardinals  | V 28–10   | 3–0    | Busch Memorial Stadium        | 49,282   | Recap   |
| 4                 | 24 settembre | New York Jets           | V 23–3    | 4–0    | RFK Stadium                   | 54,729   | Recap   |
| 5                 | 2 ottobre    | Dallas Cowboys          | V 9–5     | 5–0    | RFK Stadium                   | 55,031   | Recap   |
| 6                 | 8 ottobre    | at Detroit Lions        | V 21–19   | 6–0    | Pontiac Silverdome            | 60,555   | Recap   |
| 7                 | 15 ottobre   | at Philadelphia Eagles  | S 10–17   | 6–1    | Veterans Stadium              | 65,722   | Recap   |
| 8                 | 22 ottobre   | at New York Giants      | S 6–17    | 6–2    | Giants Stadium                | 76,192   | Recap   |
| 9                 | 29 ottobre   | San Francisco 49ers     | V 38–20   | 7–2    | RFK Stadium                   | 53,706   | Recap   |
| 10                | 6 novembre   | at Baltimore Colts      | S 17–21   | 7–3    | Memorial Stadium              | 57,631   | Recap   |
| 11                | 12 novembre  | New York Giants         | V 16–13   | 8–3    | RFK Stadium                   | 53,271   | Recap   |
| 12                | 19 novembre  | St. Louis Cardinals     | S 17–27   | 8–4    | RFK Stadium                   | 52,460   | Recap   |
| 13                | 23 novembre  | at Dallas Cowboys       | S 10–37   | 8–5    | Texas Stadium                 | 64,905   | Recap   |
| 14                | 3 dicembre   | Miami Dolphins          | S 0–16    | 8–6    | RFK Stadium                   | 52,860   | Recap   |
| 15                | 10 dicembre  | at Atlanta Falcons      | S 17–20   | 8–7    | Atlanta–Fulton County Stadium | 54,178   | Recap   |
| 16                | 16 dicembre  | Chicago Bears           | S 10–14   | 8–8    | RFK Stadium                   | 49,774   | Recap   |

Nota: gli avversari della propria division sono in grassetto.

## Classifiche
| NFC East               |    |    |   |      |     |      |     |     |     |
|                        | V  | S  | P | %    | DIV | CONF | PF  | PS  | STR |
| Dallas Cowboys(2)      | 12 | 4  | 0 | .750 | 7–1 | 9–3  | 384 | 208 | V6  |
| Philadelphia Eagles(5) | 9  | 7  | 0 | .563 | 4–4 | 6–6  | 270 | 250 | V1  |
| Washington Redskins    | 8  | 8  | 0 | .500 | 4–4 | 6–6  | 273 | 283 | S5  |
| St. Louis Cardinals    | 6  | 10 | 0 | .375 | 3–5 | 6–6  | 248 | 296 | V1  |
| New York Giants        | 6  | 10 | 0 | .375 | 2–6 | 5–9  | 264 | 298 | S1  |

## Premi
- John Riggins:

Comeback Player of the Year